# Laminacauda sacra
Laminacauda sacra är en spindelart som beskrevs av Alfred Frank Millidge 1991. Laminacauda sacra ingår i släktet Laminacauda och familjen täckvävarspindlar.
Artens utbredningsområde är Bolivia. Inga underarter finns listade i Catalogue of Life.